# Djurgården

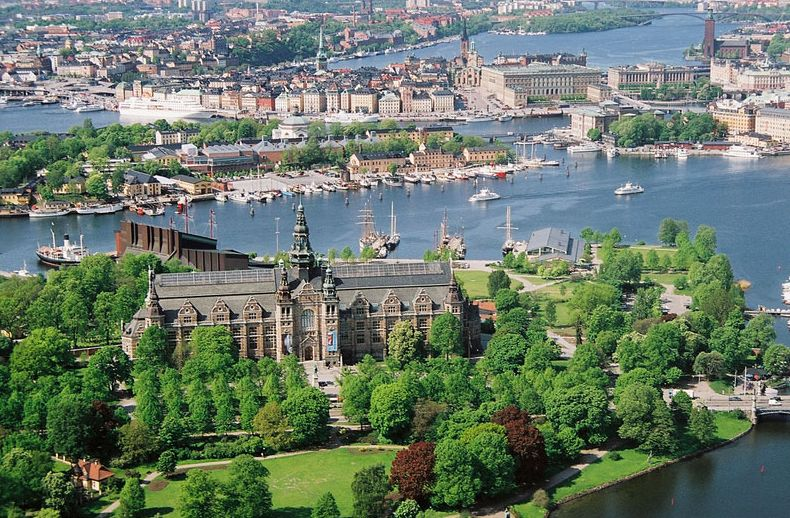
A ilha e parque de Djurgården com o edifício do Museu Nórdico. Imediatamente atrás, de cor castanha, vê-se do tecto do Museu do Vasa). Atrás e à direita, junto à água, o museu infantil de Junibacken.

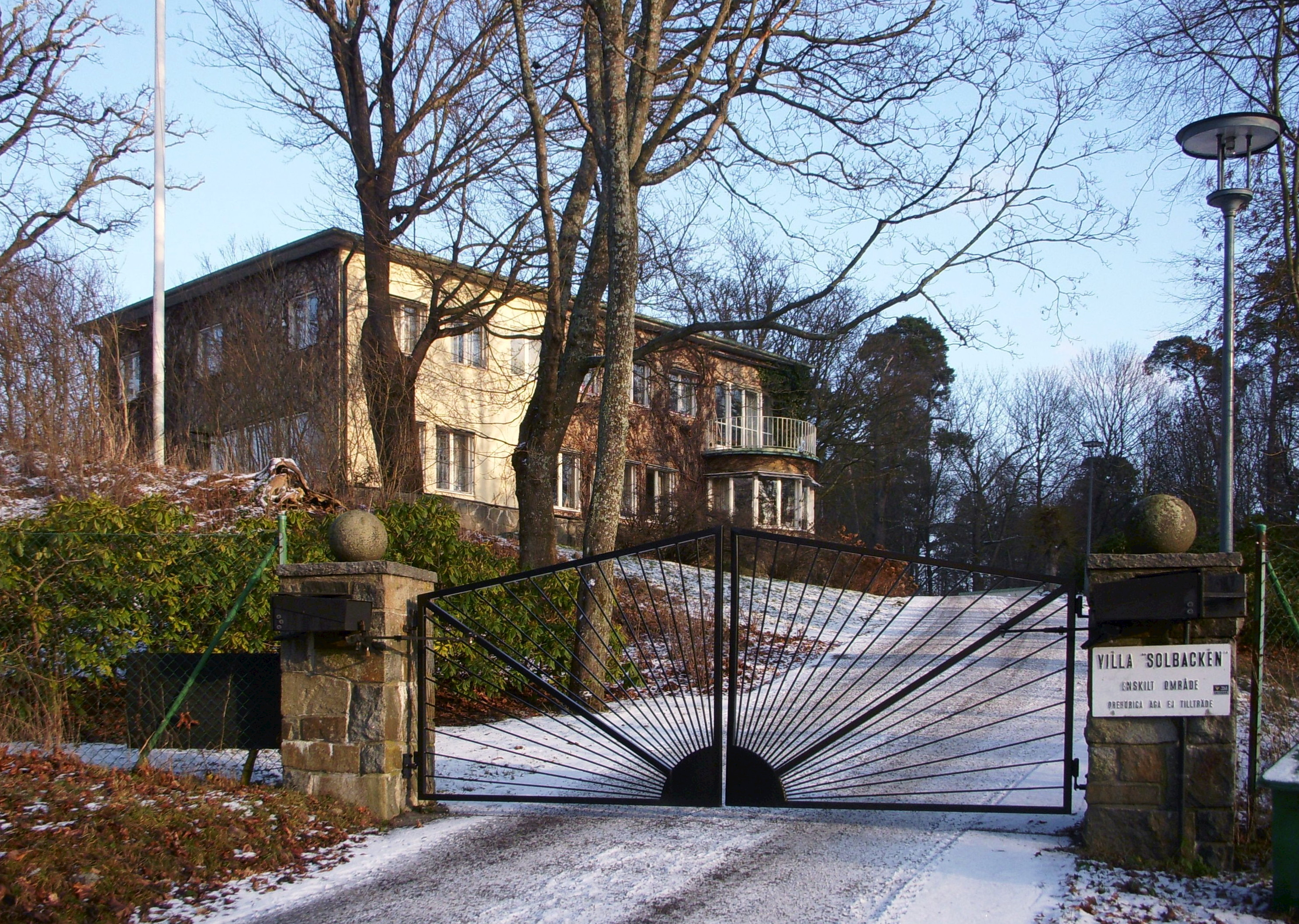
Villa Solbacken em 2009, antes da reforma de 2015

Djurgården ( PRONÚNCIA SUECA) é uma ilha - hoje em dia península), conformando uma área de diversões e de lazer, a leste da cidade de Estocolmo, capital da Suécia. Conta com cerca de 800 habitantes e tem uma área de 279 hectares com 10 200 m de linha de água.
É um lugar apreciado pelos turistas, o qual, além de um grande parque, agrupa vários museus, um jardim zoológico e um parque de diversões. Acolhe cada ano mais de 10 milhões de visitantes.

## Lugares de interesse
- Skansen, museu ao ar livre e zoo;
- Gröna Lund, parque de diversões.
- Museu de Vasa, dedicado ao navio Vasa;
- Museu Nórdico, dedicado às tradições e cultura sueca.
- Galeria Thielska (Thielska Galleriet), museu de pintura e parque de escultura
- Junibacken, museu e lugar de entretenimento infantil dedicado às criações de Astrid Lindgren.
- Aquaria, ou Vattenmuseum (Museu da Água), dedicado à fauna e flora aquática, com grandes aquários e recriação de diversos ambientes (em particular, tropicais).
- Quebra-gelos Sankt Erik, um navio-museu junto ao molhe do Museu do Vasa;
- Villa Solbacken, residência oficial do príncipe Carlos Filipe, Duque de Varmlândia, e sua família.[3]